# Nelvie Tiafack
Nelvie Raman Tiafack (Buea, 3 de janeiro de 1999) é um pugilista teuto-camaronês.

## Carreira
Tiafack foi para a Alemanha com a mãe aos oito anos. Ele começou no boxe em 2014 aos 15 anos e desde então treina no SC Köln 06 de Colônia com Lukas Wilaschek. Ele é soldado esportivo na Bundeswehr desde 2020. Ele se tornou campeão alemão juvenil em 2016 e 2017 e ganhou a medalha de bronze no Campeonato Mundial Juvenil de 2016 em São Petersburgo. Em 2018 sagrou-se pela primeira vez campeão alemão adulto e participou nos Jogos Europeus de 2019 em Minsk, onde também conquistou a medalha de bronze.
Nos Jogos Olímpicos de Verão de 2024, em Paris, conquistou a medalha de bronze na disputa de peso superpesado representando a Alemanha.